# Chaabet Ain Fallal
Chaabet Ain Fallal es un uadi en Marruecos. Se encuentra en la región de Taza-Alhucemas-Taunat, en la parte noreste del país, a 210 km al este de Rabat, la capital del país. Chaabet Ain Fallal es parte de la cuenca del río Oued Sebou.
El clima es mediterráneo. La temperatura media es de 21 °C. El mes más cálido es agosto, con 33 °C, y el más frío es enero, con 11 °C. La precipitación media es de 701 milímetros al año. El mes más lluvioso es noviembre, con 148 milímetros de lluvia, y el más seco es julio, con 4 milímetros.